# Irodalmi Újság
Irodalmi Újság : irodalmi és művelődéspolitikai hetilap, a Magyar Írók Szövetségének lapja. Indulás/megszűnés: 1950/1989. Székhelyek: Budapest (1950–1956); Bécs (1957. március 15.); London (1957. május 15. – 1961), Párizs (1962–1989). Periodicitás: változó. 1956 után emigráns újsággá vált.

## Budapesti időszak (1950–1956)
1950. november 2-án indult. Havonként jelent meg. Főszerkesztője 1956. szeptember 22-ig Illés Béla, szerkesztője Molnár Miklós volt. 1955 március 5-től Hámos György szerkesztette, 1955. november 12-től Encze György, 1955. március 5-től ismét Hámos György. Az első évfolyamok a Rákosi-diktatúra időszakának pártos művelődéspolitikai szellemét tükrözték, de már ekkor is akadtak jeles tollfogatók a lap körül, Boldizsár Iván, Háy Gyula, Somlyó György, Fekete Sándor, Karinthy Ferenc, Király István, Lukács György, Örkény István. A folyóirat a szépirodalmi művek mellett más művészeti ágak alkotásaira is kitekintett.
Az 1950-es évek közepe felé az új írói törekvések vitafórumává vált, s politikai síkon Nagy Imre törekvéseit támogatta. 1955 szeptemberében elkobozták az Irodalmi Újság egyik számát. A lapelkobzás nyomán tiltakozó mozgalom bontakozott ki, 63 író és művész memorandumot juttatott el a Központi Vezetőséghez, tiltakozva a kulturális megszorítások ellen.
Tisztelettel kérjük a Központi Vezetőséget, hogy a párt kultúrpolitikáját eltorzító szerveknek, funkcionáriusoknak, kulturális életünket bénító, pártunk tekintélyét, befolyását romboló, antidemokratikus vezetési módszereivel szemben erélyesen érvényesítse a kongresszus határozatait, vizsgálja felül az eddigi adminisztratív intézkedéseket, és biztosítsa a kultúra, a sajtó munkásai számára az őszinte, tiszta, kommunista pártélet légkörét…
Vitát folytatott az ortodox kommunista Csillag munkatársaival, egyre inkább az 1956-os forradalom szellemi előkészítőjévé vált. 1956. november 2-i száma a forradalom jeles hazai dokumentuma, egyben ez a hazai utolsó szám. A lap forradalomban való szerepvállalása vezetett hazai megszűnéséhez, az emigrációba kényszerült munkatársak szerkesztették tovább Nyugat-Európában.

## Emigrációban (1957–1989)
Bécsben 1957. március 15-én jelent meg az Irodalmi Újság első emigráns száma, május 15-étől Londonba tették át székhelyüket. Az első felelős szerkesztő Faludy György, elöljáróban segítették a szerkesztői munkát Aczél Tamás, András Sándor, Krassó Miklós és leginkább Pálóczi Horváth György. Később szerkesztőbizottságot alakítottak, amelyikben Faludy György maradt a felelős szerkesztő, Palóczi Horváth György szerkesztő, Cs. Szabó László, Enczi Endre, Kovács Imre, Szabó Zoltán és Vámos Imre szerkesztőbizottsági tagokként tevékenykedtek. Anyagilag a kéthetenként megjelenő lap kiadását a Congress for Cultural Freedom amerikai szervezet segítette.
A  Congress for Cul-tural Freedom anyagi segítségének megszűnte után, 1962-ben a lap Párizsba költözött, s ott jelent meg havonként, ettől kezdve Méray Tibor szerkesztette, mellette segédszerkesztőként működött előbb Enczi Endre, majd Lehoczky Gergely és Nagy Csaba. 1972-től gyakran két hónaponként jelentettek meg összevont számokat. A nyugati emigráció politikai és irodalmi életében irányító szerepet töltött be. Jeles munkatársai voltak a lapnak, Fenyő Miksa, Mikes György, Ignotus Pál, Molnár Miklós, Hanák Tibor, Tábori Pál, Sárközi Mátyás, Halász Péter, Fejtő Ferenc, Gömöri György, Kende Péter és Schöpflin Gyula. A nyomdai költségek fedezése céljából 1972-ben megalakult az Irodalmi Újság Baráti Köre. 1986-tól Nagy Ernő kiadásában jelent meg a lap. 1989-ben már két száma Budapesten is megjelent, ezt követősen Méray Tibor a magyarországi rendszerváltásra való tekintettel bejelentette az Irodalmi Újság megjelenésének felfüggesztését, így fogalmazott: „... fenntartjuk magunknak a jogot, hogy ha a felhők akár a világban, akár Magyarország fölött sűrűsödni kezdenek, akkor akár különszámokkal vagy újbóli megjelenéssel ismét megszólaljon az a hang, amely a magyar függetlenség, a nyugati típusú demokrácia és a szociális igazság hangja volt és marad.”

## Hasonmás kiadás itthon
1991–1993 között az Akadémiai és a Bethlen Kiadó nyolc kötetben jelentette meg az újság teljes anyagának reprint kiadását Sárközi Mátyás mintegy 300 oldalas név- és tárgymutatójával.